# Taeniogyrus australianus
Taeniogyrus australianus is een zeekomkommer uit de familie Chiridotidae.
De wetenschappelijke naam van de soort werd in 1855 gepubliceerd door William Stimpson.